# Yesterday When I Was Mad
«Yesterday When I Was Mad» (с англ. — «Вчера, когда я был сумасшедшим») — песня британской поп-группы Pet Shop Boys. В 1994 году она вышла синглом и достигла 13-го места в британском музыкальном чарте.

## Список композиций

### 2-CD Parlophone (UK)
1. «Yesterday When I Was Mad» (3:59)
2. «If Love Were All» (2:58)
3. «Can You Forgive Her?» (Swing Version) (4:53)
4. «Yesterday When I Was Mad» (Jam & Spoon Mix) (9:20)
5. «Yesterday When I Was Mad» (Coconut 1 Remix) (4:05)
6. «Some Speculation» (6:33)
7. «Yesterday When I Was Mad» (Junior Vasquez Factory Dub) (8:19)
8. «Yesterday When I Was Mad» (RAF Zone Dub) (5:37)

### 5" CD EMI (US)
1. «Yesterday When I Was Mad» (Jam & Spoon Mix) (9:20)
2. «Yesterday When I Was Mad» (Coconut 1 Remix) (4:05)
3. «Yesterday When I Was Mad» (RAF Zone Dub) (5:37)
4. «Yesterday When I Was Mad» (Junior Vasquez Factory Dub) (8:19)
5. «Euroboy» (4:28)
6. «Some Speculation» (6:33)

## Позиции в хит-парадах
Еженедельные чарты:
| Хит-парад (1994—1995)                       | Высшая позиция | Пребывание в чарте |
| ------------------------------------------- | -------------- | ------------------ |
| Австралия (ARIA)                            | 13             | 8 недели           |
| Бельгия/Фландрия (Ultratop 50)              | 25             | 3 недели           |
| Великобритания (Club Chart)                 | 41             | нет данных         |
| Великобритания (Music Week Dance Singles)   | 16             | нет данных         |
| Великобритания (Physical Singles Chart)     | 13             | 4 недели           |
| Великобритания (UK Dance Chart)             | 16             | 2 недели           |
| Великобритания (UK Singles Chart)           | 13             | 4 недели           |
| Германия (Offizielle Top 100)               | 72             | 6 недель           |
| Европейский союз (Dance Radio Chart)        | 1              | нет данных         |
| Европейский союз (European Hot 100 Singles) | 39             | нет данных         |
| Нидерланды (Dutch Top 40)                   | 35             | 1 неделя           |
| Нидерланды (Single Top 100)                 | 28             | 4 недель           |
| США (Billboard Dance Club Songs)            | 4              | 12 недель          |
| США (Billboard Maxi-Singles Sales)          | 27             | 6 недель           |